# Johann Strolz
Johann Strolz (* 22. Dezember 1780 in Thurneck, heute zu Strass im Zillertal, Tirol; † 28. Oktober 1835 in Bozen)  war ein österreichischer Jurist, Volkslied- und Mundartforscher sowie Schriftsteller.

## Leben
Johann Strolz entstammt dem Patriziergeschlecht Strolz und wurde als Sohn des Rottenburger Landrichters, Pflegers und Lizenziaten der Rechte Kasimir Josef Strolz (1739–1801) und seiner Frau Anna Maria Magdalena geb. Sterzinger von Sigmundsried zum Thurn in der Breite (1742–1789) auf Schloss Thurneck geboren.
Strolz absolvierte in Innsbruck zunächst das Gymnasium und danach das Jura-Studium. Als Mitglied der Rottenburger Scharfschützen nahm er an der Verteidigung der Tiroler Grenze nach Graubünden und der Erstürmung der Schanzen von Remmis teil. Ab 1803 wurde er Assistent des Archivars Johann Friedrich Primisser und dessen Sohn Gottfried Primisser. 1805 wurde er Rechtspraktikant am Landgericht Kufstein und nach seinem Examen Oberschreiber und Verwalter der Hofmark Thierberg. Die Möglichkeit einer patriarchalisch vorgegebenen Karriere als Landpfleger zerschlug sich 1809 mit der Niederschlagung des Tiroler Volksaufstandes. Strolz konnte nur provisorisch eine Stelle als Pfleger von Rottenburg antreten, danach wurde er 1811 „gnadenhalber“ Gerichtssekretär in Brüx und 1813 Registrant in Wien. 1814 konnte er auf provisorische Stellen nach Innsbruck und Rattenberg nach Tirol zurückkehren. 1817 wurde er Landrichter in Schwaz.
Neben seinen amtlichen Tätigkeiten begann er das Archiv von Stift Fiecht zu ordnen.
Er veröffentlichte 1807 im zweiten Band des Sammlers für Geschichte und Statistik von Tirol (S. 69 ff.) erstmals mit ethnographischem Interesse zusammengetragene „Schnodahaggen, Unterinnthalische Volksliedchen“ mit besonderer Berücksichtigung des Zillertals.
Wegen seiner dienstlichen „Unregelmäsigkeiten“ wurde Strolz 1834 zu einer Freiheitsstrafe verurteilt und verfasste in seiner Haftzeit mehrere „Karzergedichte“. Er starb am 28. Oktober 1835 im Kollegialgericht Bozen.

## Werke
- Bürgall, ein Zillerthaler Volkslied. In: Der Sammler für Geschichte und Statistik von Tirol. 2, 1807, S. 57–69; bsb-muenchen.de.
- Schnodahaggen, Unterinnthalische Volksliedchen. In: Der Sammler für Geschichte und Statistik von Tirol. Zweyter Band. Im Verlage der Redaction. Gedruckt mit Wagner’schen Schriften, Innsbruck 1807, S. 69–96; bsb-muenchen.de.
- Handschriftlich: Bemerkungen zu der Volksliedsammlung von Ziska-Schottky 1819 in Bezug auf Tirol. Manuskript 1824.
- STROLZ IOANNES / OPERIS / ISTIUS / INVENTOR / INCARCERATUS / BULSANI / IBI / OBDORMIVIT. Strolz’s Carcergedichte. Nr. 259 im Archiv von Stift Fiecht. [Enthält: Ahnungen in sechs Bildern, eine Idylle zur Erinnerung an die glückliche Kindheit und Jugend]. Manuskript